# Revitalizace vodních toků

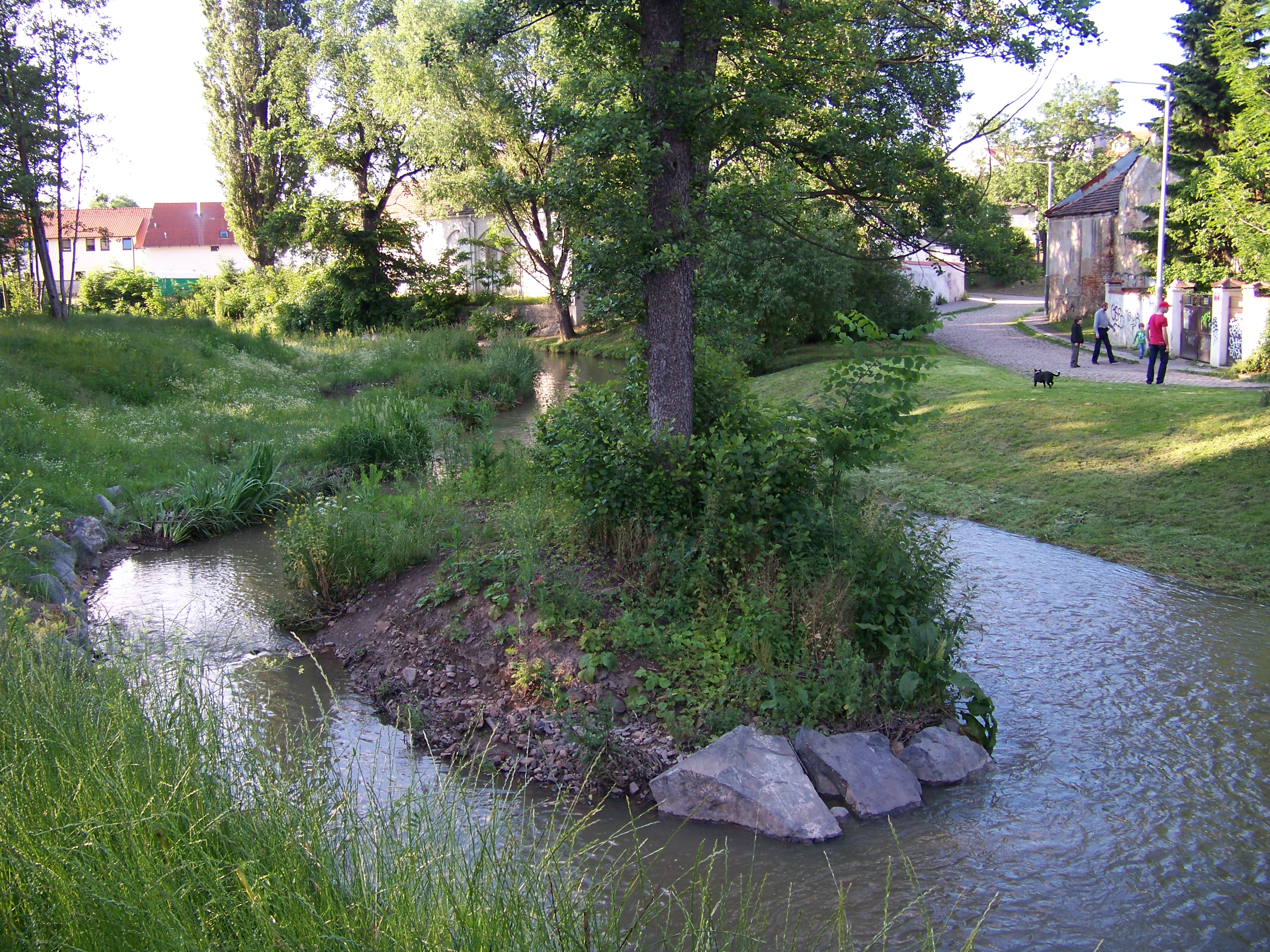
Revitalizovaný Botič

Revitalizace vodních toků je proces nápravy nevhodně provedených úprav (regulace toku) směrem k původnímu, přírodě blízkému stavu s cílem obnovy přirozené funkce vodních ekosystémů.

## Historie
Ve 20. století se často prováděly technické úpravy koryt. Především napřimování, prohlubování a tím vynuceného opevňování koryt vodních toků. Důsledkem bylo zrychlení odtoku povodňových průtoků a větší škody v níže položených územích. Při těchto technických zásazích byly nevratně zničeny cenné říční, potoční a mokřadní biotopy a výrazně se zhoršily podmínky pro samočištění vody.

## Důvody pro revitalizace
- nevhodné úpravy vodních ekosystémů – například změny nivelety, narovnávání toků, nevhodné stabilizace dna a břehů, odstraňování prahových objektů, zrychlení odtoku, likvidace břehových porostů
- likvidace malých vodních ploch (mokřadů a podmáčených stanovišť) – v důsledku meliorací
- nevhodné hospodaření na půdě – scelování pozemků, nevhodná orba (přes vrstevnice) a nevhodné rozmístění pozemků, výsadba nevhodných plodin, likvidace remízků, mezí apod.

## Cíle revitalizací
- náprava nevhodně provedených úprav a obnova přirozené funkce vodních ekosystémů;
- zvýšení retenčních schopností krajiny;
- zvýšení samočisticí schopnosti toků;
- zvýšení stability vodního režimu snižováním rozdílů extrémních průtoků;
- náprava nevhodně provedených pozemkových úprav, velkoplošného odvodnění a nevhodného hospodaření na půdě.

Retenční a akumulační schopnost nivy se dá podpořit vytvořením přírodě blízkých prvků. Je to například: obnova říčních ramen, tvorba přírodě blízkých paralelních koryt, budování tůní v nivě toku a výsadba stanovištně vhodných doprovodných dřevin dobře snášejících zamokřené prostředí.